# Полисциас кустарниковый
Полисциас кустарниковый (лат. Polyscias fruticosa) — многолетний вечнозелёный кустарник или карликовое дерево, произрастающее в тёплом климате. Растёт довольно медленно, но может достигать 1–2 м в высоту. Культивируется как декоративное растение, может содержаться в комнатной культуре. Используется как съедобное и лекарственное растение в странах Юго-Восточной Азии. 

## Описание

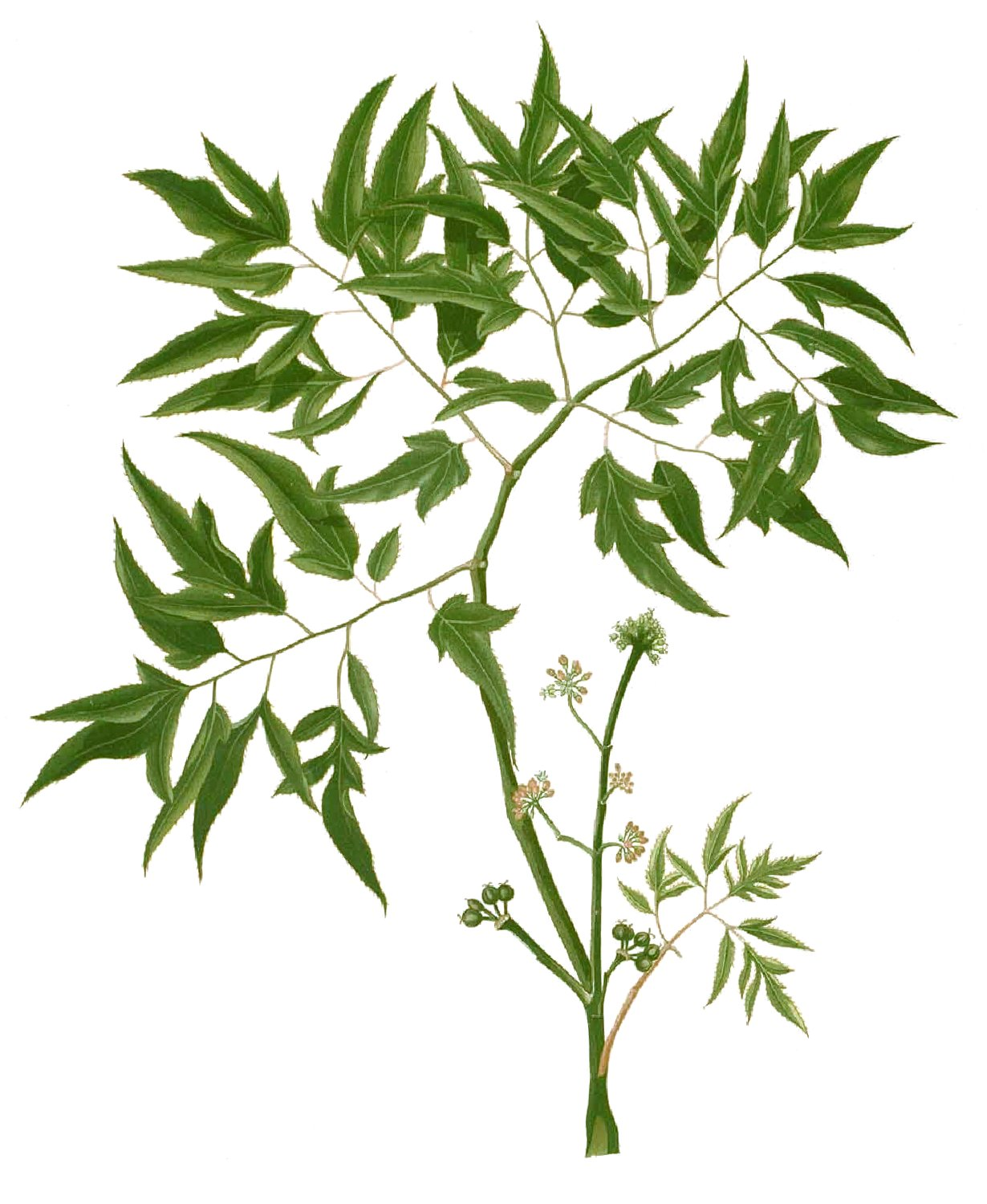
Франсиско Мануэль Бланко из книги «Flora de Filipinas», 1880–1883

Многолетний вечнозелёный кустарник или карликовое дерево, достигающее 2–3 м в высоту. Стебель прямостоячий, деревянистый, круглый, желтовато-зелёный. Корневая система стержневая, корни коричневые.
Листья тёмно-зелёные, глянцевые, плоские или волнистые. Наблюдается гетерофиллия — имеются как простые, так и сложные листья, отдельные листья варьируются от узкояйцевидных до ланцетных и имеют длину около 10 см. Крупные листья — 2–3 раза перистосложные, растут очердёдно, их листочки с заострёнными зубчатыми зубцами (мелкопильчатый или дваждыйзубачтый край), насыщенного зелёного цвета. Крупные листья  8–15 см × 3–7 см, заворачиваются наружу и этим напоминают перья страуса.
Цветки мелкие, светло-зелёные или серо-белые, собраны в зонтиковидные соцветия, расположенные в пазухах листьев. Лепестки чашевидные, имеют шпорец, лепестки цветка чашевидные, венчик цветка яйцевидный, гладкий, тычинки цилиндрические, жёлтые.
Плоды плоские, серебристо-белые. Семена круглые, плоские, чёрные.

## Распределение
Первоначально вид был обнаружен в Полинезии, где он произрастает в условиях средней влажности, при температуре от +16 до +29 °C.
Широко культивируется как декоративное растение в ряде стран Юго-Восточной Азии и на тропических островах Тихоокеанского региона.

## Этимология
Название рода Polyscias означает «многоцветный» и связано с листвой этого растения. Их стебли несут сложные листья, состоящие из семи (или более) супротивных листочков. У некоторых видов листья глубоко рассечены. Активно культивируется около шести видов рода Polyscias. Род включает в себя множество тропических растений, в том числе около 80 видов с островов Тихого океана и Юго-Восточной Азии.

## Химический состав
Из Polyscias fruticosa выделено восемь типов олеанановых сапонинов. По словам г-на Фо Хыу Дыка (председателя Ассоциации восточной медицины района Каузяй, Ханой), из-за высокого содержания сапонинов в корнях, которые могут разрушать эритроциты, употребление корней должно быть с осторожностью. Употребление корней в высоких дозировках может вызвать лекарственную интоксикацию, усталость, тошноту и диарею.
Корни Polyscias fruticosa содержат множество сапонинов, таких как витамины В1, В2, В6, С и 20 аминокислоты, в том числе незаменимые, такие как лизин, цистеин и метионин.

## Использование

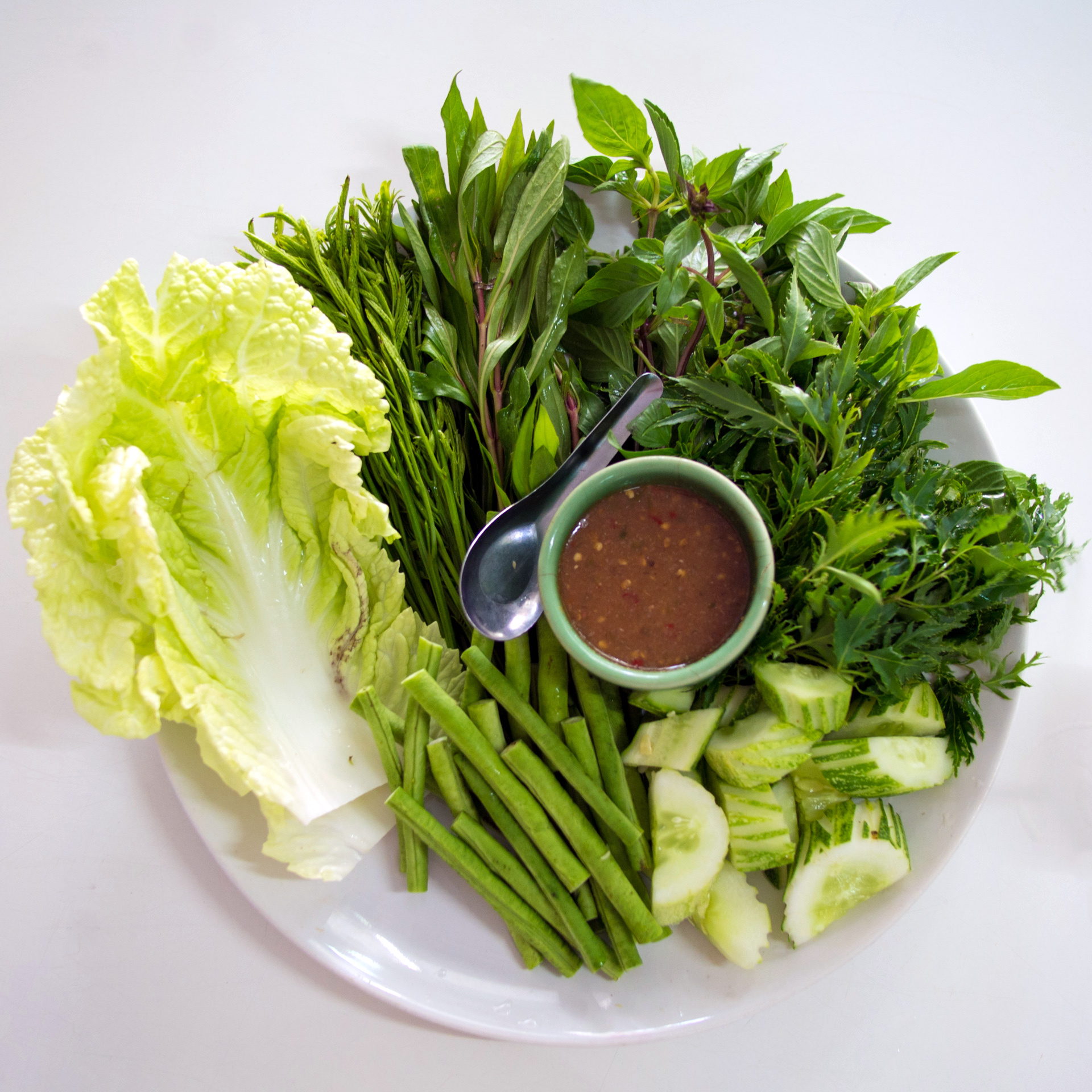
В Таиланде Polyscias fruticosa называют lep khrut (дословно «когти Гаруды»). Его можно есть сырым вместе с острым соусом или варить в карри.

### Декоративное применение
В странах с жарким климатом используется как декоративное садовое растение. Часто используется в качестве растения для живых изгородей. В странах с умеренным климатом выращивается в комнатной культуре.
Растение имеет экономическую ценность: с 1970 года фермеры в районе Регентства Сукабуми (Индонезия) выращивают Polyscias fruticosa как декоративное растение, которое продается в Корею и Японию по цене дерева в 10 тысяч рупий за 18-месячный саженец.
Стебли используются в качестве благовоний буддийскими священниками в Камбодже.

### Лекарственное применение
Растение обладает широким спектром фармакологической активности. В экспериментах с грызунами было показано, что экстракт корня Polyscias fruticosa (вьетнамское название = Dinh lang) увеличивает продолжительность жизни и улучшает когнитивные функции.

#### Народная медицина
В некоторых странах Азии листья Polyscias fruticosa используются в народной медицине как тонизирующее, противовоспалительное, антитоксинное и антибактериальное средство. Их также использовали для улучшения пищеварения. Корень используется как мочегонное, жаропонижающее, противодизентерийное средство, а также при невралгиях и ревматических болях.
В традиционной вьетнамской медицине экстракты P. fruticosa употребляются для усиления лактации, для заживления открытых ран, в качестве антидиабетического средства и, в сочетании с другими лекарствами, используются против невралгии и ревматизма. На Кубе чаще называют «кустарниковым женьшенем» и оно почитается как «эликсир жизни». В северном Таиланде экстракты P. fruticosa используют для снятия болей в спине.

### Пищевое применение
Растение съедобно. Используется как вкусоароматическая добавка или листовой овощ. Листья, молодые побеги и корни употребляют в сыром или приготовленном виде.